# Čtyřkoly
Čtyřkoly (lidově Štyrkoly, německy Vierrad) jsou obec v okrese Benešov ve Středočeském kraji. Leží na pravém břehu Sázavy před Čerčany. Žije zde 800 obyvatel a je tvořena jedním stejnojmenným katastrálním územím, které má rozlohu 288 ha.
Ve vzdálenosti tři kilometry západně leží město Pyšely, jedenáct kilometrů jižně město Benešov, čtrnáct kilometrů severně město Říčany, 23 kilometrů jihovýchodně město Vlašim a 24 kilometrů severovýchodně město Český Brod.

## Název
Původní název obce je Verady, německými kolonizátory bylo město nazýváno „fyrady“, začal se pak používat název Vierad, který se přeložil do češtiny jako Čtyřkoly.

## Historie
První písemná zmínka o obci pochází z roku 1549.

## Obyvatelstvo
| Rok            | 1869 | 1880 | 1890 | 1900 | 1910 | 1921 | 1930 | 1950 | 1961 | 1970 | 1980 | 1991 | 2001 | 2011 | 2021 |
| -------------- | ---- | ---- | ---- | ---- | ---- | ---- | ---- | ---- | ---- | ---- | ---- | ---- | ---- | ---- | ---- |
| Počet obyvatel | 467  | 334  | 293  | 296  | 332  | 347  | 354  | 398  | 375  | 331  | 279  | 215  | 275  | 634  | 845  |
| Počet domů     | 38   | 39   | 40   | 40   | 49   | 53   | 74   | 152  | 98   | 94   | 91   | 122  | 140  | 247  | 247  |

## Obecní správa

### Územněsprávní začlenění
Dějiny územněsprávního začleňování zahrnují období od roku 1850 do současnosti. V chronologickém přehledu je uvedena územně administrativní příslušnost obce v roce, kdy ke změně došlo:
- 1850 země česká, kraj České Budějovice, politický a soudní okres Benešov[8]
- 1855 země česká, kraj Tábor, soudní okres Benešov
- 1868 země česká, politický a soudní okres Benešov
- 1869 země česká, politický a soudní okres Benešov, obec Lštění[9]
- 1921 země česká, politický a soudní okres Benešov[9]
- 1939 země česká, Oberlandrat Tábor, politický i soudní okres Benešov[10]
- 1942 země česká, Oberlandrat Praha, politický i soudní okres Benešov[11]
- 1945 země česká, správní i soudní okres Benešov[12]
- 1949 Pražský kraj, okres Benešov[13]
- 1960 Středočeský kraj, okres Benešov, obec Čtyřkoly-Lštění[9]
- k 24. listopadu 1990 Středočeský kraj, okres Benešov[9]
- 2003 Středočeský kraj, okres Benešov, obec s rozšířenou působností Benešov

### Části obce
- Čtyřkoly
- Javorník

V roce 1932 patřila ke Čtyřkolům i Vysoká Lhota, která dnes patří k Čerčanům.

## Společnost

### Rok 1932
V obci Čtyřkoly (přísl. Javorník, Vysoká Lhota, 404 obyvatel) byly v roce 1932 evidovány tyto živnosti a obchody: 2 hostince, mlýn, továrna na naftové motory a hospodářské stroje Suchý, 2 obchody se smíšeným zbožím, trafika, obchod s uhlím.

## Sport, kultura a práce ve Čtyřkolech
Ve Čtyřkolech je otevřena restaurace Penzion U čerta a Penzion Harmony Resort Javorník. Starší restaurace Montana je uzavřena.
U řeky Sázavy u jezu na místě bývalého mlýna postavil továrník Suchý v roce 1904 továrnu na naftové motory s elektrárnou, která zásobovala i obec. Dnes továrnu vlastní německá strojírenská firma Erwin Junker.
U silnice I/3 u části Cihelna se nachází fotovoltaická elektrárna.
Mezi přípojkou na D1 a železniční stanicí Čtyřkoly (v údolíčku, kterému se říká Vávrovky) leží bývalé fotbalové hřiště, které je využíváno jako letní scéna.

## Doprava
Do obce vede z Pyšel silnice III/1096. Západním okrajem území obce prochází silnice I/3 Mirošovice – Benešov – Tábor – České Budějovice. Čtyřkoly a protilehlé Lštění od roku 1949 spojuje přes Sázavu lehký britský zavěšený skládací most Bailey, umožňující jízdu osobních automobilů. Most byl financován ze zdrojů UNRRA a dosud funguje, jediným větším zásahem bylo dodatečné podepření betonovým pilířem. Na území obce nestaví žádné autobusové linky.
Obec leží na železniční trati 221 Praha – Benešov u Prahy. Je to dvoukolejná elektrizovaná celostátní trať zařazená do evropského železničního systému, součást 4. koridoru. Doprava byla zahájena roku 1871. Po trati 221 vede linka S9 (Praha – Benešov u Prahy) v rámci pražského systému Esko. V železniční zastávce Čtyřkoly zastavovalo v pracovních dnech 33 osobních vlaků, o víkendu 28 osobních vlaků. Přes most je pěšky dostupná též zastávka Lštění na trati 212 na protilehlém břehu Sázavy.

## Turistika
Obcí vede turistická trasa  0001 Davle – Čerčany – Čtyřkoly – Chocerady – Sázava. Těsně za severní hranici Čtyřkol, kterou tvoří říčka Mnichovka, již na území Senohrab, se nachází zřícenina hradu Zlenice-Hláska, pod níž se nachází historické říční lázně, občerstvení a sezonní přívoz do Zlenic. Vychází odtamtud i cyklotrasa 0020, která podle některých zdrojů vede či vedla dále přes Čtyřkoly do Čerčan. Nad soutokem Mnichovky se Sázavou se nachází zbytky hradu označovaného jako Hrad u Čtyřkol.

## Galerie

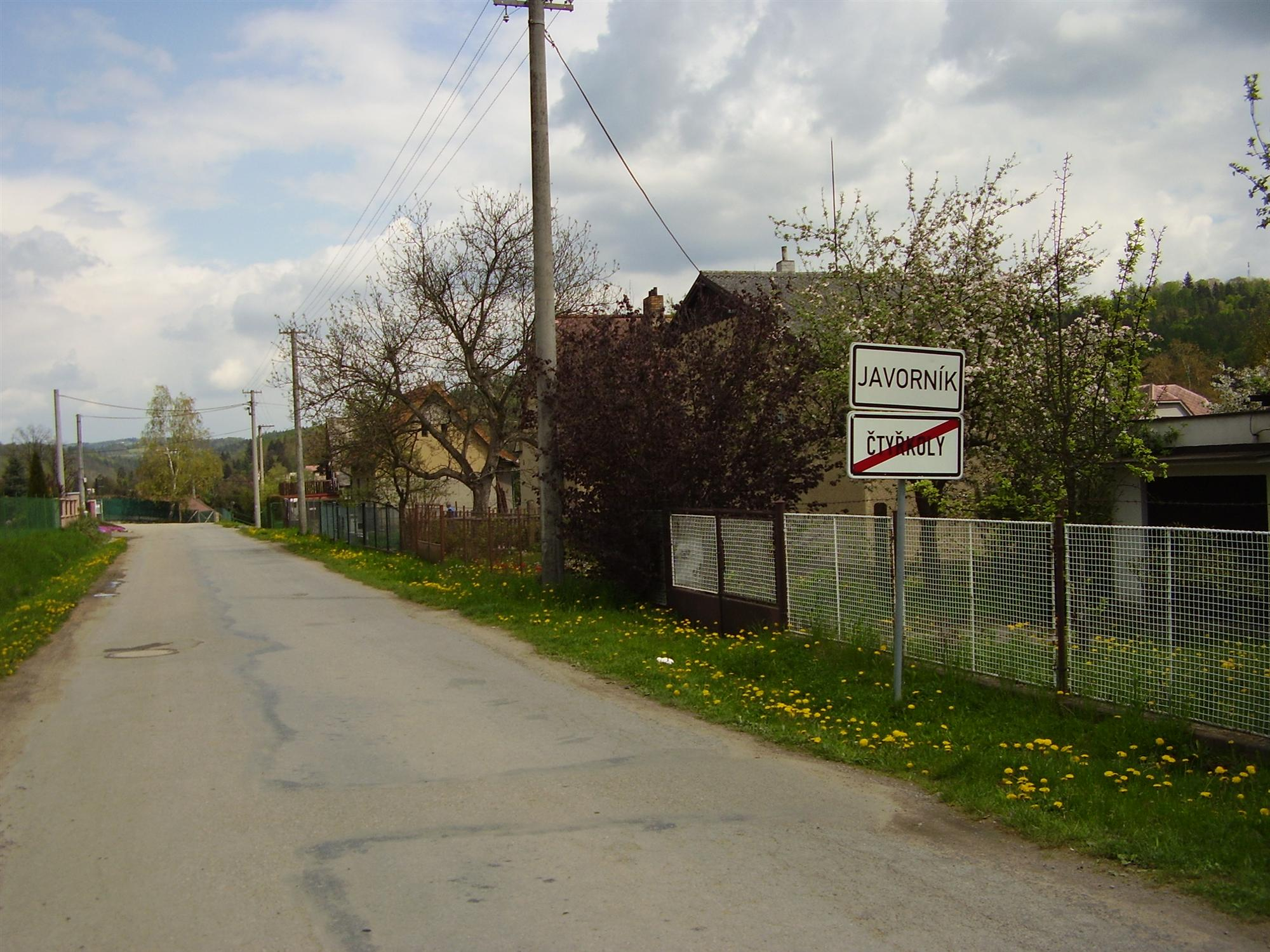
Rozhraní obcí Javorník a Čtyřkoly
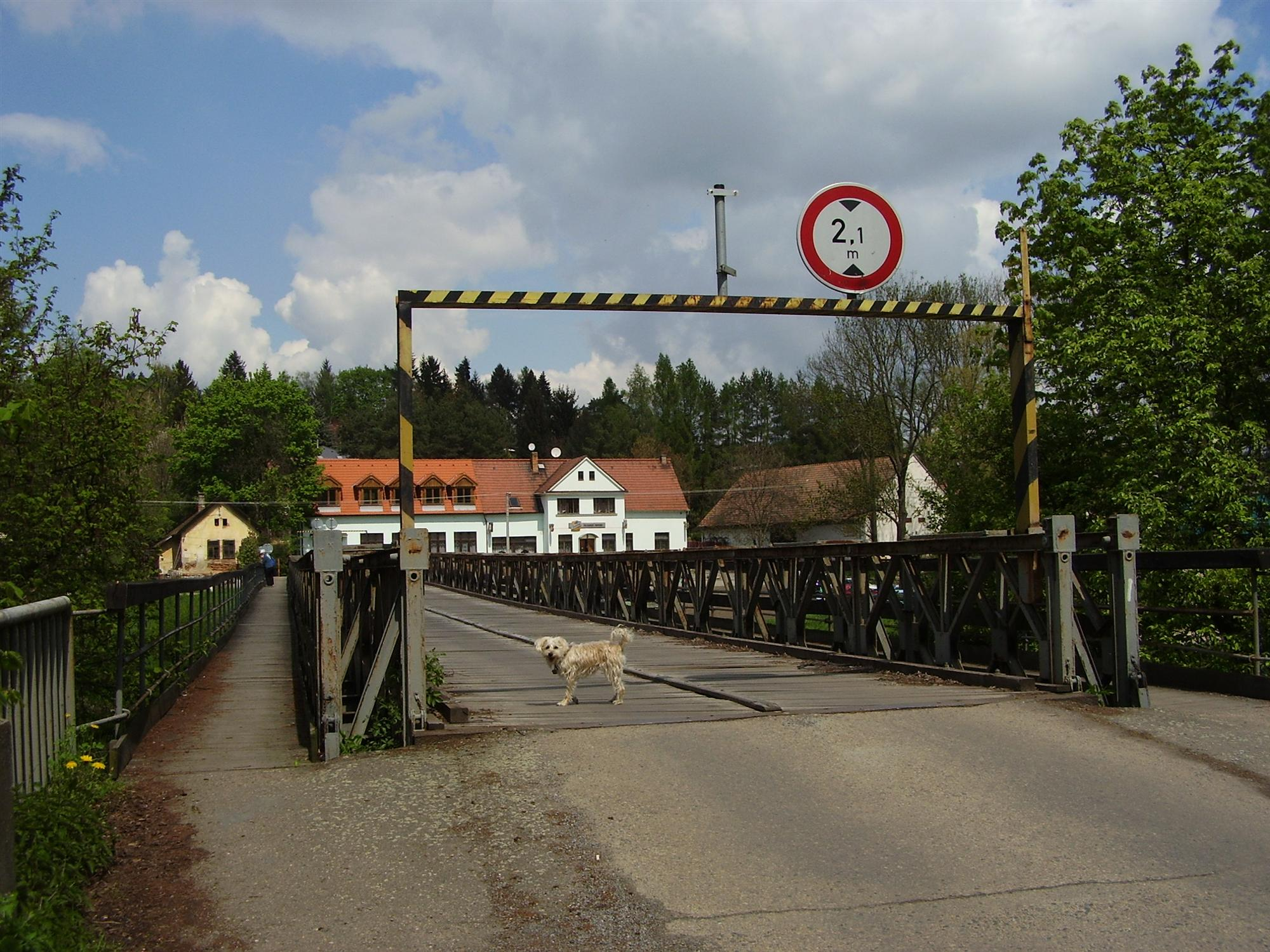
Most mezi Čtyřkoly a Lštěním